# APF Imagination Machine
La APF Imagination Machine fue una combinación consola videojuegos y una  Computadora doméstica fabricada por APF Electronics Inc. y lanzada a finales de 1979.  Tiene dos componentes separados, la consola APF-M1000 y un addon que usaba el novedoso Puerto de expansión que se vendía por separado incluía una máquina de escribir electronica de tamaño completo y una unidad de cinta.  La APF-M1000 se desarrolló específicamente para competir con el Atari 2600 . La APF Imagination Machine incluida la consola APF-M1000 y el addon del teclado IM-1, se vendió originalmente por un precio de US$599 ( al rededor de 2510 $ actualmente  ). 

## especificaciones
- CPU: 8-bit 0.89 MHz Motorola 6800 (3.579 MHz Oscillator divided by 4)
- ROM: 14 KB
- RAM: 9 KB expandable to 17 KB (8 KB / 16 KB + 1 KB)
- Video Display Controller: MC6847
- Resolutions: 256×192×4 / 128×192×8
- Colors: 8
- One sound channel in 5 octaves
- Two controllers:
  - 13 buttons
    - 0-9 numeric keypad
    - Clear and End key
    - Trigger

  - 4-way joystick

## Descripción general

### APF Basic
El intérprete de BASIC para el  APF que se incluía permita a cualquier usuario desarrollar sus propios programas Y/O juegos. La mayoría de los distribuidores de la consola ofrecían un manual completo y extenso que explicaba el funcionamiento y las variables de programación especificas, también se incluía una hoja técnica que especifica cada función de cada chip de la consola, para permitir a los usuarios crearan código más optimizado posible. Para alentar a más usuarios a crear sus propios juegos e intercambiarlos,  se creó una lista de correo mensual que se  mantuvo vigente durante la crisis de los videojuegos de 1983 y hasta la siguiente generación de consolas.

### Special cassette
Una de las características más comercializadas de la consola es la unidad de casete de doble cara que permitía al usuario escribir y utilizar el programa almacenado, como cualquier unidad de casete era capaz de grabar y reproducir audio. Esta función se utiliza generalmente para que los programadores dejen notas de voz sobre su trabajo o para reproducir las instrucciones en formato voz antes de jugar un juego o el programa durante la carga del programa.

### Periféricos
La consola tiene una serie de complementos que se vendieron durante su vida:
- Cartucho de almacenamiento RS-232
- reproductor en disquete
- Cartucho de RAM de 8K
- reproductor en mini disquetes
- Módem telefónico

Tenía una especie de conexión, generalmente llamado "building block", que permitió la conexión de algunos accesorios de computadora.

## Juegos
Además del cartucho de intérprete BASIC incluido en la caja del sistema, APF Electronics Inc. solo lanzó un total de 15 cartuchos oficiales, aunque varios de ellos contienen varios videojuegos. Muchos juegos fueron creados por una apasionada comunidad de propietarios del sistema que eran programadores y distribuidos a través de una revista mensual, se vendían en casete o impreso en este caso se tenía que escribir el juego.
La lista oficial de juegos es la siguiente:
- Artist and Easel
- Backgammon
- Baseball
- Blackjack
- Bowling / Micro Match
- Boxing
- Brickdown / Shooting Gallery
- Budget Manager
- Casino
- Catena
- Hangman / Tic-Tac-Toe / Doodle
- Pinball / Dungeon Hunt / Blockout
- Rocket Patrol
- Space Destroyers
- UFO / Sea Monster / Break it down / Rebuild / Shoot

## APF IM-2
APF había planeado lanzar una sucesora de la consola M1000 Imagination Machine, pero APF cerró justo antes de que la consola pudiera salir a producción y ser distribuida al mercado. Nunca se han publicado especificaciones oficiales, aunque algunos ex empleados han mencionado que se trataba del M1000 pero con las actualizaciones típicas de aumento de memoria. 

## Desarrollo
la consola se creó fue cubrir los planes anunciados pero no cumplidos de Atari de ampliar la Atari 2600 para que se pudiera convertir en una computadora doméstica. El diseño se creó mediante ingeniería inversa de las computadoras TRS-80, Commodore PET y Apple II . Al trabajar directamente con Fairchild Semiconductor, el equipo obtuvo gran parte de su diseño de I/O de Andy Grove . El departamento de ingeniería planeo hacer el diseño mas modular para el modulo de expansión opcional, pero el departamento de marketing se inclino en agrupar las características en un solo modulo, por lo que el resultado final fue launidad de casete integrada. Esto se eliminó tres meses después, cuando aparecieron en el mercado las primeras unidades de disquete, que eran una tecnología de almacenamiento mas rápida, la unidad se vendía, por separado para los que compraros la versión de casete.

## Recepción
La revista Games dijo a mediados de 1980: 
«El hardware de APF es impresionantemente, es sólido tanto en diseño como en rendimiento, y si no estás dispuesto para desembolsar US$600, puedes comprar solo la consola (MP 1000) por US$130 y más tarde comprar addon de computadora. Pero es el sistema completo es emocionante. Si solo quieres una consola de videojuegos, también puedes quedarte con Atari».  
la revista Mechanix Illustrated en octubre de 1980 llamó al sistema un <<un television inteligente que es económico, completamente programable y fácil de usar». La revista elogió su gran capacidad de RAM y ROM, y la llamó la primera computadora que puede permitir al usuario almacenar datos nuevos en el mismo casete que la aplicación. 